# Going Nowhere Fast
Going Nowhere Fast is het derde studioalbum van de Zweedse punkband Satanic Surfers. Het album werd uitgegeven via het Zweedse platenlabel Burning Heart Records op 19 oktober 1999 op cd en lp. In 2017 werd het opnieuw op vinyl uitgegeven door het Spaanse platenlabel La Agonía De Vivir.

## Nummers
Track 15 is een hidden track zonder titel die alleen te vinden is op de Europese uitgaves van de cd-versie van het album.
1. "Intro" - 0:46
2. "Worn Out Words" - 2:15
3. "Wishing You Were Here" - 1:56
4. "What Ever" - 2:16
5. "Blissfully Ignorant" - 0:59
6. "The Ballad of Gonzo Babbelshit" - 1:56
7. "Out of Touch" - 2:31
8. "Discontent" - 0:42
9. "Big Bad Wolf" - 1:45
10. "Institutionalized Murder" - 1:44
11. "That Song" - 1:47
12. "Lean Onto You" - 2:40
13. "Traditional Security" - 1:28
14. "Outro (Sold My Soul for Rock 'n' Roll)" - 2:05
15. (ongetiteld) - 1:33

## Band
- Tomek Sokołowski - basgitaar
- Rodrigo Alfaro - drums, zang
- Fredrik Jakobsen - gitaar
- Magnus Blixtberg - gitaar